# Alfons Cervera i González
Alfons Cervera i González   (Xestalgar, 1947) és un escriptor valencià en llengua catalana i castellana, dedicat a gèneres com la novel·la i la poesia. Cervera ha anat elaborant des de finals dels anys noranta una narrativa centrada en la recuperació de la memòria de la Guerra Civil Espanyola. En les seves últimes novel·les mostra una part de la història d'Espanya narrada a través de les veus dels perdedors de la guerra. Veus que recullen la supremacia ètica dels represaliats durant el franquisme, oblidats a través del pacte polític de la Transició democràtica espanyola i parcialment reivindicats des de finals del segle xx. La seva reivindicació social està vinculada a l'Associació per a la Recuperació de la Memòria Històrica.

## Obra
| - De vampiros y otros asuntos amorosos (1984) - Fragmentos de abril (1985) - La ciudad oscura (1987) - Nunca conocí un corazón tan solitario (1987) - El domador de leones (1989) - Nos veremos en París, seguramente (1993) - El color del crepúsculo (1995) - Els paradisos artificials (1995) - Maquis (1997) - La noche inmóvil (1999) - La risa del idiota (2000) - L'home mort (2001) - El hombre muerto (2002) - La sombra del cielo (2003) - Aquel invierno (2005) - La lentitud del espía (2007) - Esas vidas (2009) | - Canción para Chose (1985) - Francia (1986) - Hyde park blues (1987) - Sessió contínua (1987) - Los cuerpos del delito (2003) - Adéu a la francesa, guió de còmic dibuixat per Juan Puchades (1991) - La mirada de Karenin, articles periodístics (1995-2001) - Diario de la frontera (2000) |